# Pete Doherty
Peter Doherty (Hexham, Northumberland, 12 de marzo de 1979) es un poeta, músico, compositor, pintor, actor, escritor y modelo. 
Es el líder, cantante y compositor de Babyshambles. Lidera The Libertines, junto a Carl Barât. 
En 2005 se convirtió en un controvertido personaje habitual de los tabloides gracias a su noviazgo con la top model Kate Moss, sus constantes problemas con la justicia y su bien conocida relación con las drogas y alcohol.

## Infancia y etapa académica
Peter Doherty nació en Hexham, Northumberland, Inglaterra. Tuvo una educación católica y creció en distintos cuarteles del Ejército Británico, debido a que su padre, Peter, era oficial del ejército, viviendo en cuarteles de sitios como Catterick, Belfast, Alemania, Bedworth, Dorset y Lárnaca, junto a su madre Jacqueline, una enfermera de ascendencia rusa, y sus dos hermanas, Amy Jo y Emily. Doherty fue el segundo de los tres hijos. Tuvo resultados académicos excelentes, consiguiendo cinco A* (máxima nota) y 6 A en el GCSE (la reválida de la educación secundaria), en la escuela Nicholas Chamberlaine Comprehensive School de Bedworth. A la edad de 16 años ganó un viaje a Rusia en un concurso de poesía.
Poco después, se mudó al piso de su abuela en Londres, donde decía que se sentía destinado a vivir, y trabajaba cavando tumbas en el cementerio de Willesden, aunque la mayor parte de su tiempo la pasaba escribiendo o leyendo sentado en las lápidas.
Ingresó en la universidad para estudiar literatura inglesa, pero la dejó tras el primer año. Después de dejar la universidad, se mudó a un piso de Londres con su amigo Carl Barât, antiguo compañero de clase de su hermana mayor.

## Carrera

### The Libertines
Doherty y Barât fundaron The Libertines a finales de los 90. En 2002 lanzaron su álbum debut Up The Bracket.
El grupo consiguió entusiasmar a la crítica y al público, y Doherty fue aclamado como uno de los músicos más prometedores emergidos de la escena musical británica en la última década. Aun así, el creciente consumo de drogas lo llevó a distanciarse del grupo. En 2003, fue encarcelado por robar en el piso de Barât.
En un principio se separaron debido al incidente, pero se reconciliaron mientras Doherty estaba en la cárcel. La sentencia fue de 6 meses, que luego se redujo a 2 meses. Al ser liberado, se reunió con Barât y el resto del grupo para un show ese mismo día.
De vuelta al grupo, Doherty buscó tratamiento para su adicción a las drogas. Ingresó en el centro de desintoxicación Wat Tham Krabok, un templo en Tailandia, famoso por sus programas de rehabilitación para usuarios de heroína y crack. A los tres días fue expulsado del centro por no estar realmente preparado para desintoxicarse y volvió a Inglaterra. Como consecuencia, The Libertines cancelaron sus actuaciones en los festivales de la Isla de Wight y Glastonbury.
En junio de 2004, mientras se llevaba a cabo la postproducción de su segundo álbum (titulado The Libertines), el grupo decidió echar a Doherty debido a su adicción, instándolo a volver una vez se hubiese recuperado. Aunque Barât dijo que los Libertines sólo estaban atravesando un paréntesis, esperando la vuelta de Doherty, el grupo finalmente se separó a finales de 2004.
En marzo de 2010, The Libertines anunció que compartirían nuevamente escenario en el marco del Reading and Leeds Festivals.
En 2019 editó el disco "Pete Doherty & the puta madres".

### Colaboraciones
Antes de la separación de The Libertines, Doherty colaboró con el poeta local Wolfman. Juntos grabaron en 2003 el sencillo For Lovers, que entró en el top 10 de singles británicos (#7). La canción fue, además, nominada a un premio Ivor Novello en 2005.
En 2004, Doherty participó como cantante invitado en la canción Down to the Underground del grupo británico Client. La canción fue lanzada en junio de 2004 como B-side en el sencillo In It for the Money y aparece en su segundo álbum titulado City.
En 2005 colaboró con el grupo británico Littl'ans en el sencillo Their Way.
En 2006, Doherty apareció en el sencillo con fines benéficos Janie Jones, lanzado para reunir fondos para Strummerville. Otros artistas, como Dirty Pretty Things, We Are Scientists, The Kooks y The Holloways, aparecieron también en la canción.

### Babyshambles

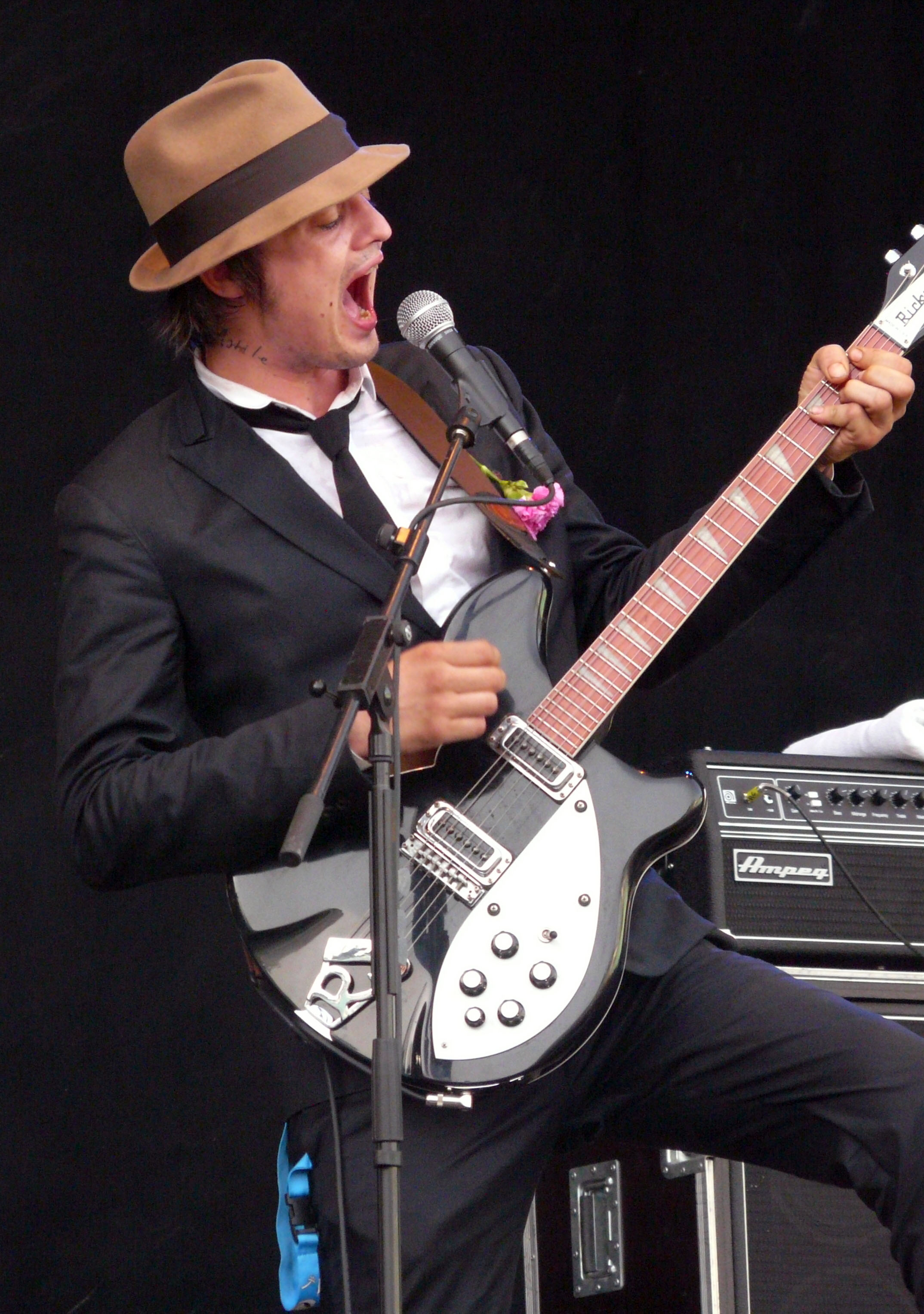
FIB festival, Benicàssim 2008.

Doherty fundó Babyshambles al final de la carrera con The Libertines. El grupo ha lanzado tres álbumes, Down in Albion en noviembre de 2005 y Shotter's Nation en octubre de 2007 y Sequel To The Prequel en septiembre de 2013. El calendario de conciertos y lanzamientos del grupo se ha visto ocasionalmente afectado por los problemas legales de Doherty.
La alineación del grupo ha cambiado varias veces. El baterista Gemma Clarke dejó el grupo debido a los problemas de Pete con las drogas y fue reemplazado por Adam Ficek. El guitarrista y compositor Patrick Walden también dejó el grupo y fue sustituido por Mick Whitnall.

### Trabajo en solitario
En marzo de 2009 lanzó su álbum debut como solista Grace/Wastelands, con la participación de Graham Coxon (guitarrista del grupo británico Blur).

### Pintura y literatura
En junio de 2006, Doherty anunció que había firmado con Orion Books para publicar sus diarios, en los que había ido recopilando poesías, dibujos y fotografías a lo largo de su carrera. La mayor parte de sus diarios están disponibles libremente en internet. El libro, titulado The Books Of Albion: The Collected Writings of Peter Doherty, fue lanzado el 21 de junio de 2007.
El 15 de mayo de 2007, Doherty expuso sus cuadros por primera vez. La exposición tuvo lugar en la London's Bankrobber Gallery, y estuvo abierta durante un mes.
Del 25 de abril al 25 de mayo de 2008, otra exposición suya, titulada Art Of The Albion, tuvo lugar en la Galerie Chappe en París. Causó controversia debido a que había usado su propia sangre en los cuadros.

### Modelo
Siguiendo los pasos de su exnovia Kate Moss Doherty fue la imagen de la campaña de otoño 2007/2008 del conocido diseñador Roberto Cavalli, en las que se mostraba una imagen mucho más limpia y depurada de lo habitual en el cantante, inspirándose en la moda de los años cincuenta. Fue comparado con Marlon Brando.
En 2010 Peter Doherty presentó su nueva colección de joyas: Albion Trinketry, creada con la joyería londinense Hannah Martin. Colmillo de mamut y oro rosa son grandes en esta colección en Joseph boutique en Notting Hill. 
Trabajando en equipo con la marca francesa The Kooples, la colección de Pete Doherty sale a la venta en marzo de 2012, su colección es una pequeña gama de prendas vintage hechas a la medida con un ligero toque de rock and roll en donde el mismo modela junto con su antigua pareja Irina Lazareanu.

### Actor
El 9 de diciembre de 2010 se comunicó que Doherty protagonizará una adaptación cinematográfica de la novela autobiográfica La Confession d'un Enfant du Siècle del poeta francés del siglo XIX Alfred de Musset.

### Campañas
En 2016 Pete Doherty, que había diseñado una colección para The Kooples, envió una carta en nombre de PETA pidiendo a la tienda que sus prendas estén completamente libres de pieles, al ser cuestionado sobre el maltrato animal Doherty respondió:

«Ya no me impresiona mucho, pero el video de exposición de PETA en las granjas de peletería lo hizo, me conmovió profundamente». «Es obvio que la vida entera de estos animales está llena de tortura... ¿Y todo por la moda?».

### Autor
En 2023, publicó su autobiografía titulada Un chaval prometedor, a través a Alianza Editorial.

## Vida personal
Pete comenzó una turbulenta relación con la top model Kate Moss. Se conocieron en enero de 2005 en el 31.er cumpleaños de esta. Rompieron tras la publicación de unas fotos en las cuales ella salía consumiendo cocaína durante la grabación del álbum de Babyshambles. Pete seguía enamorado de Kate, le juró amor eterno y se tomó en serio su rehabilitación. Durante el mes de julio de 2006 estuvo recuperándose en una clínica en Lisboa. Tras unas publicaciones de la prensa, al parecer la pareja volvió a unirse en agosto de 2006. Formalizaron un compromiso de boda en el verano de 2007, pero abandonaron su relación en julio de ese mismo año.
En octubre de 2007, Doherty estaba saliendo con la modelo Irina Lazareanu.
Doherty tiene un hijo llamado Astile Doherty con la cantante Lisa Moorish, esta también tiene una hija llamada Molly Moorish con el excantante de Oasis, y ahora excantante de Beady Eye, el polémico Liam Gallagher.